# Caserna de Sabadell
La Caserna de Sabadell és un edifici ubicat a la zona del Taulí, construït el 1911 per l'arquitecte Juli Batllevell per encàrrec de l'Ajuntament de Sabadell, amb l'objectiu d'incrementar la presència de la Guàrdia Civil a la ciutat. Des de 1999 és de titularitat municipal. Des de juny de 2017 l'edifici està ocupat per un col·lectiu autogestionat.

## Edificis
Es tracta d'un conjunt d'edificacions que ocupa tota una illa formada per la Gran Via, carrer de Vilarrúbias, plaça del Taulí i carrer del Taulí. El conjunt ocupa una parcel·la de 9.212 metres quadrats i està format per uns blocs construïts posteriorment destinats als habitatges dels guàrdies civils i pel recinte on hi ha les dependències de la caserna, disposades entorn d'un pati interior. Els plànols inicials de Batllevell, lliurats el 8 de novembre de 1910, constaven d'habitacions per a tres oficials, 50 agents casats i 50 solters amb diversos pavellons amb capacitat per a 300 persones.

## Història
L'edifici de la caserna de la Guàrdia Civil de Sabadell data de principis del segle xx. Es va construir amb aportacions de l'Ajuntament i privades amb l'objectiu de cedir l'edifici per a l'ús i l'allotjament d'aquest cos i amb la condició que, un cop es deixés d'utilitzar amb aquesta finalitat, l'edifici retornava al patrimoni municipal.

### Antecedents
Durant el mes de juliol de 1909 a Sabadell es van cremar diverses esglésies i es va saquejar l'Ajuntament, en el context dels fets de la Setmana Tràgica. Va haver d'intervenir-hi l'exèrcit, que va exercir repressió sobre la ciutadania. Amb la intenció que aquests fets no es tornessin a repetir, diversos prohoms i membres de la burgesia local van promoure la construcció d'una gran caserna que permetés tenir prou efectius de la Guàrdia Civil. En aquella època el cos tenia una quinzena de representants en una vella finca al carrer d'en Bosch. Van fer l'encàrrec a Juli Batllevell, arquitecte municipal, el qual va proposar-ne la construcció en un solar a la zona del Taulí, que ocupava l'espai deixat per l'antic cementiri.

### Construcció

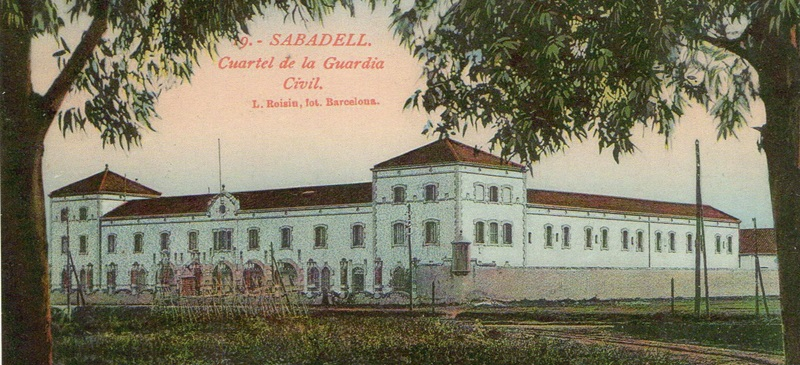

Els terrenys proposats per l'arquitecte tenien diversos propietaris. Un d'ells, Lluís de Nadal, va cedir gratuïtament la seva finca. L'altra part de la finca era de Maria del Rosario Gurguí Lafont, resident a Barcelona. El novembre del 1909 un altre arquitecte local, Josep Renom, amb ajuda del seu germà, van fer l'aixecament dels terrenys.
El febrer de 1910 una comissió municipal va garantir una aportació de l'Ajuntament de 75.000 pessetes, un 50% del pressupost de construcció. La resta va ser cofinançat per institucions locals, incloent-hi la Caixa de Sabadell, el Banc de Sabadell, l'empresa La Energia i representants de la burgesia local, com les famílies Seydoux, Brutau, Gorina, Valls, Cuadras, Prim, Prat, Carol, Turull, Soler, Duran Folguera, Brujas, Sallarès, Corbera, entre d'altres. Per a dur a terme el projecte es va constituir una Junta Constructora de la Casa Cuartel de la Guardia Civil de Sabadell, presidida pel llavors alcalde Feliu Griera Dolcet.
La compravenda dels terrenys de la caserna produí una forta polèmica, sobretot en referència a uns 11.000 metres quadrats que eren propietat d'una tal senyora Gurguí. Un regidor municipal, Fèlix Cusidó Valls, la va convèncer per vendre, tot argumentant que els terrenys no eren edificables, i es va aconseguir comprar-los per un preu molt inferior al del mercat de l'època. A més, Cusidó es quedaria gairebé 2.000 metres quadrats per a ell mateix, com a premi per haver aconseguit la finca per un preu tan baix. Per la seva banda, Vila Renom també va comprar part del terreny de la senyora Gurguí, tot revenent-los posteriorment per un import molt superior a la Junta constructora creada per l'ocasió, guanyant més de 16.000 pessetes, una fortuna a l'època.
Posteriorment, els fets es van fer públics arran d'una denúncia feta per l'industrial Joan Sala Busquets. Va tenir repercussió a la premsa de l'època. L'incident forçà la dimissió dels regidors Cusidó i Vila i fins i tot la de l'alcalde Feliu Griera. Fins i tot l'arquitecte Juli Batllevell –que ja havia construït diversos edificis a la ciutat– va marxar de Sabadell i s'establí a Barcelona. La caserna fou la seva darrera obra a la ciutat.

### Anys d'activitat
Finalment, l'edifici es va inaugurar el juliol de 1913, amb un cost estimat de 300.000 pessetes. L'edifici esdevindria un element clau en la repressió del moviment obrer més combatiu de la ciutat i va tenir una especial incidència durant la Vaga General Revolucionària de 1917 i durant els anys del pistolerisme a Catalunya. També fou un escenari clau durant la dictadura de Primo de Rivera (1923-1930).
El Ple municipal de març de 1928 va establir que l'Ajuntament cedia l'ús de la caserna mentre aquest tingués allotjat un cos armat, i que quan s'abandonés aquest ús l'equipament retornaria a l'Ajuntament. Posteriorment l'alcalde Josep Maria Marcet ratificà aquest document.

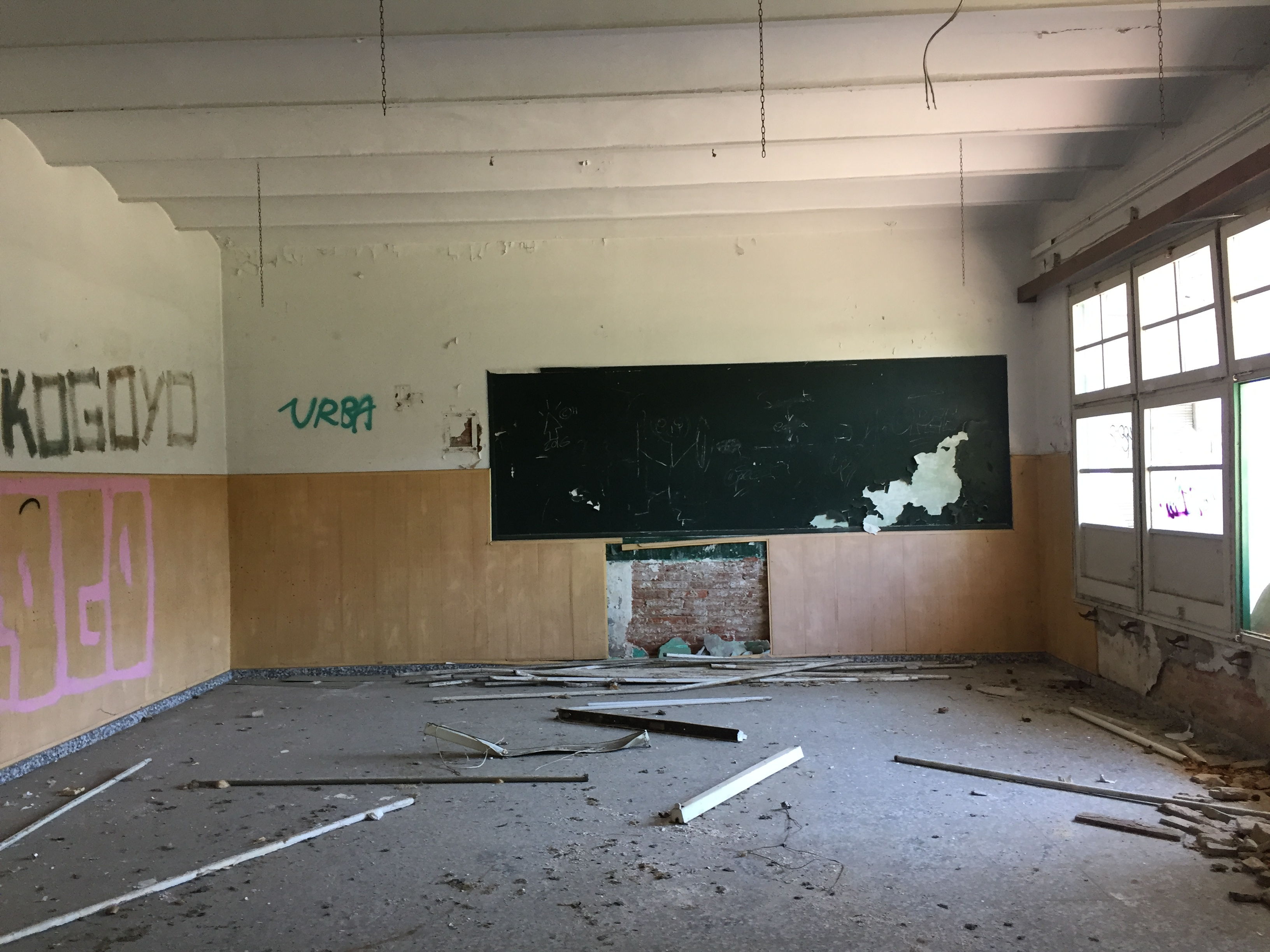
Una de les aules de formació de la Caserna (2017)

A principis de la dècada de 1940, el cos nacional de la Guàrdia Civil va crear sis acadèmies regionals, en què els agents podien formar-se abans d'accedir al cos. Després d'un temps, només en quedaren tres a tot l'estat: una a Úbeda, una altra a l'Escorial i la caserna de Sabadell. Seguint aquest projecte, el Ple municipal de l'1 de març de 1944 va accedir a cedir la caserna al Ministeri de Governació. L'estatus legal de la caserna fou objecte de diverses controvèrsies fins que el Ple municipal del 9 de març de 1928 va cedir-lo per a l'ús i allotjament a l'institut armat amb la condició que aquest acord quedaria sense efecte quan es deixés de fer servir per aquesta finalitat, moment en el qual l'edifici retornaria a l'Ajuntament. Aquest conveni fou refermat durant l'alcaldia de Josep Maria Marcet. El 15 de febrer de 1944 la Comissió Permanent va prendre l'acord, ratificat pel Ple municipal de l'1 de març del mateix any, mitjançant el qual l'ajuntament cedia la caserna gratuïtament al ministeri de la Governació. El 1945 es redactà una nova escriptura pública, segons la qual la Junta Constructora cedia l'immoble a l'Ajuntament, el qual al seu torn el destinava a institut armat. Durant els darrers anys, la caserna allotjà la Escuela Servicio Fiscal de la Guàrdia Civil.

### Intent de retorn i pròrroga
Un cop la Guàrdia civil abandonà l'immoble, l'11 de juny de 1998 el llavors alcalde Antoni Farrés va signar un conveni amb el director general del cos de la Guàrdia Civil, Santiago López Valdivieso, que establia el retorn a la ciutat de l'equipament. Així, el 2 de juny de 1999, la caserna quedava inscrita al Registre de la Propietat núm. 2 de Sabadell a favor de l'Ajuntament com a legítim propietari. Poc després, es produí un canvi de govern a la ciutat i el flamant alcalde Manuel Bustos va signar una pròrroga d'ús de la caserna amb López Valdivieso, mentre no es fes servir la finca per a altres usos.

### Projecte de Parc de Salut

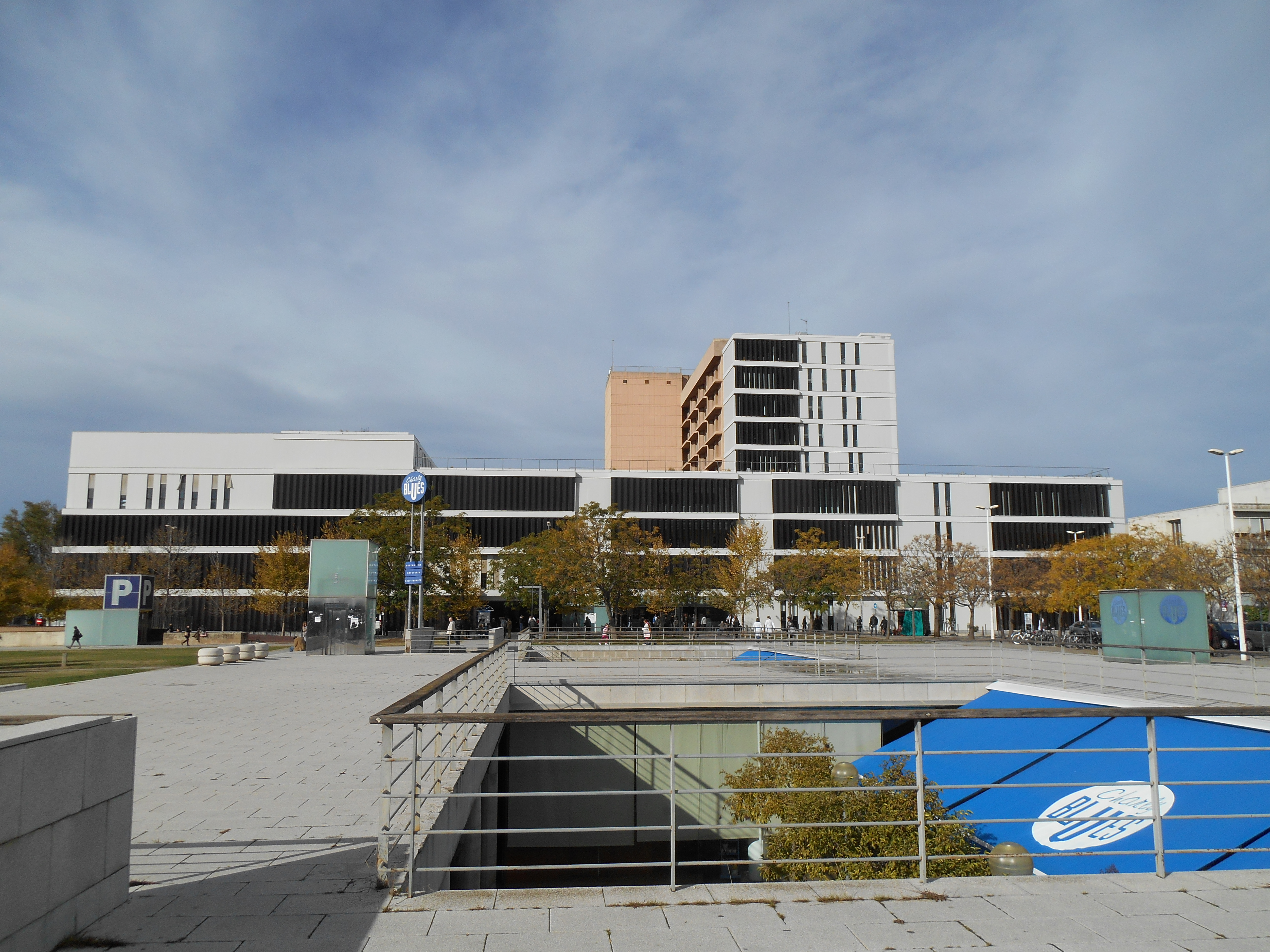
Hospital Parc Taulí

L'octubre del 2000 el govern municipal va presentar un projecte que volia reconvertir la caserna en un parc tecnològic sobre ciències de la salut dedicat a la investigació, la innovació, els serveis i la docència, gràcies a la proximitat de l'Hospital Parc Taulí. Una de les propostes estrella era la creació del Centre d'Excel·lència Cintamed, orientat a la recerca, innovació i desenvolupament de la medicina computada. També es volia crear un departament especialitzat en robòtica, amb el nom de Robim (Robòtica, Biologia, Microsistemes i Materials) i un altre anomenat TISEM (Telecomunicacions, Informàtica i Sistemes Experts), així com un centre d'investigació sobre fàrmacs, gestionat per la Corporació Sanitària del Parc Taulí. També es va considerar la possibilitat de crear un museu de la medicina, diversos centres docents o un centre de cirurgia experimental. Fins i tot el llavors conseller d'universitats i recerca, Andreu Mas-Colell, va dir que el govern estudiaria fer aportacions a la iniciativa. La intenció era que fos co-finançat entre Ajuntament, hospital i la indústria farmacèutica. El projecte s'emmarcava dins d'una proposta més ampla, anomenada Gran Via Digital, que volia repensar l'espai central d'aquest eix viari municipal, incloent espais com l'antiga fàbrica ABB, l'actual Fira Sabadell.

### Enderrocament de les cavalleries
Tot i la proposta del projecte sanitari, el 2004, el govern municipal va aprovar la segregació de la zona posterior de la finca, fins llavors ocupada per les cavalleries. Tenia una extensió de 1.700 metres quadrats, que representava un 22 per cent de la finca. L'objectiu era construir habitatges de renda lliure, amb un valor estimat d'uns 11 milions d'euros. Aquest fet va provocar que el mateix Ministeri de l'interior impugnés el conveni previ, i comencés, ja el 2005, a negociar la desafecció de l'immoble amb l'Ajuntament a canvi d'una compensació econòmica.

L'agost de 2006, el llavors alcalde Manuel Bustos (PSC), va signar un conveni amb Alfredo Pérez Rubalcaba, Ministre de l'interior del govern espanyol (PSOE), que va establir que l'Ajuntament de Sabadell pagaria 3 milions d'euros i cediria 5.000 metres quadrats de terreny municipal en la zona de Sant Pau de Riu-sec a canvi de recuperar la caserna de la Guàrdia Civil. Aquest conveni va ser aprovat per un decret d'alcaldia l'octubre del mateix any.

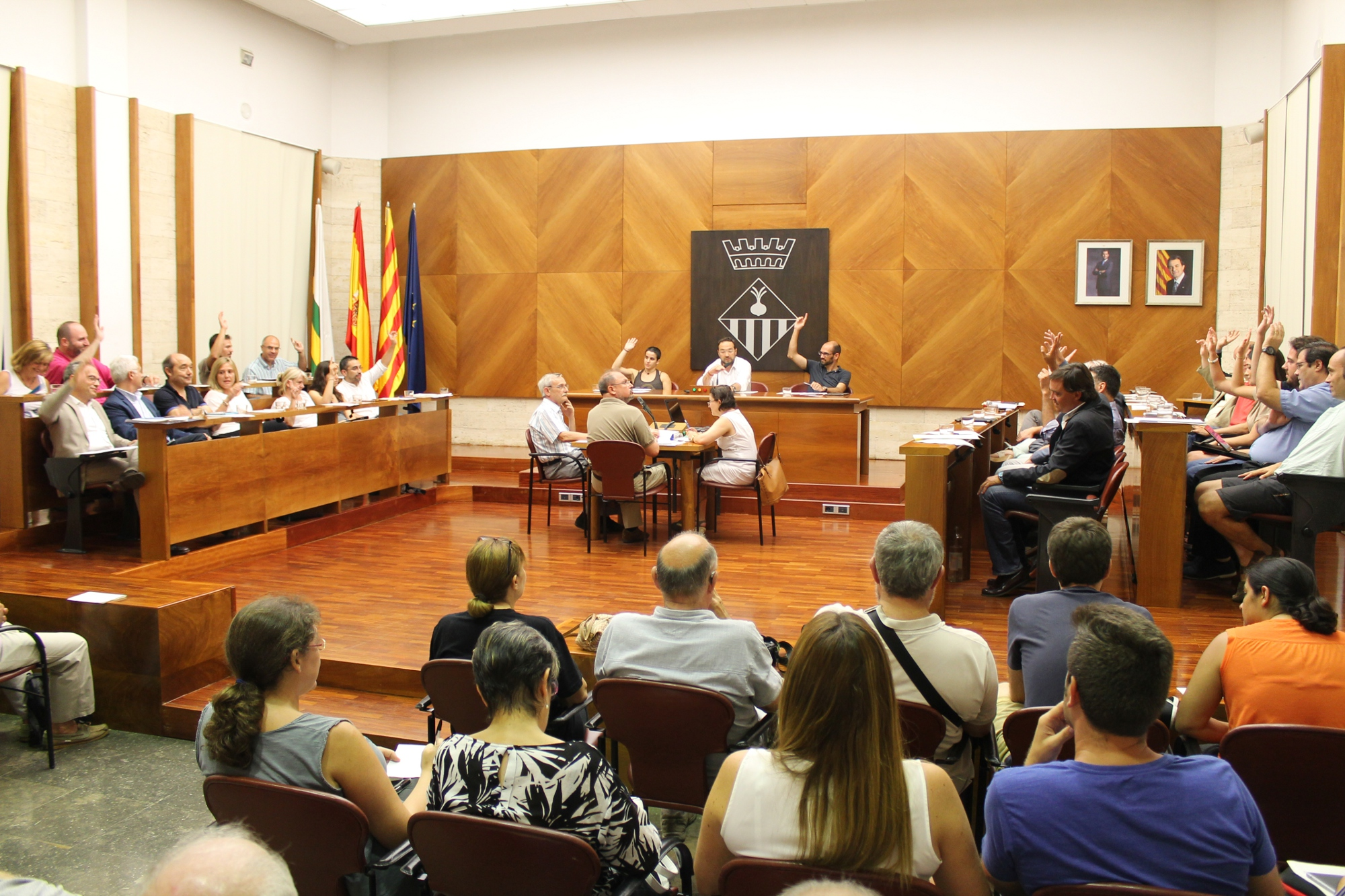
Un ple municipal de Sabadell

La formació municipal Entesa per Sabadell va presentar un contenciós contra el projecte. Mesos després, durant la pre-campanya de les eleccions municipals de 2007, els caps de llista municipals de CiU, ICV-EUiA i ERC van anunciar que subscrivien plegats el contenciós. Bustos es va defensar argumentant que el document de 1998 no tenia valor jurídic, al·legant el caràcter demanial de la cessió: és a dir, que si un bé municipal havia sigut cedit a l'Estat durant més de 30 anys, aquest passava tècnicament a ser de titularitat estatal. Tot i això, al cap de tres dies el llavors regidor d'urbanisme, Joan Carles Sánchez, va anunciar que suspenien cautelarment les obres i aturaven el conveni amb Rubalcaba. Un any després, el 2008 el Ple municipal va aprovar suspendre el conveni signat el Ministeri, fins que es resolgués el contenciós.
El contenciós aturaria el projecte fins al maig de 2010, quan l'Audiència Nacional desestimaria el cas. Durant la roda de premsa corresponent, Bustos va mostrar la seva intenció de recuperar el projecte del Parc de Salut, tot i que no va aconseguir trobar el finançament corresponent.

### Canvi de govern i inici reclamació
Amb el canvi de govern de 2015, el nou executiu es va proposar deixar sense efecte aquest conveni i va tentar retornar a la situació de 1998. El maig de 2016 es va reunir el Ministeri d'Interior a Madrid, el qual es va comprometre a elaborar un document on es mencionessin les necessitats del cos a la cocapital vallesana. La qüestió es va debatre en el Ple municipal de setembre de 2016, i es va demanar un informe vinculant a la Comissió Jurídica Assessora de la Generalitat de Catalunya. Al seu torn Josep Ayuso –representant del PSC a Sabadell– va criticar l'acord de Farrés del 1998 dient que tenia poca legitimitat i que el Ministeri de l'interior el va considerar nul.

### Ocupació

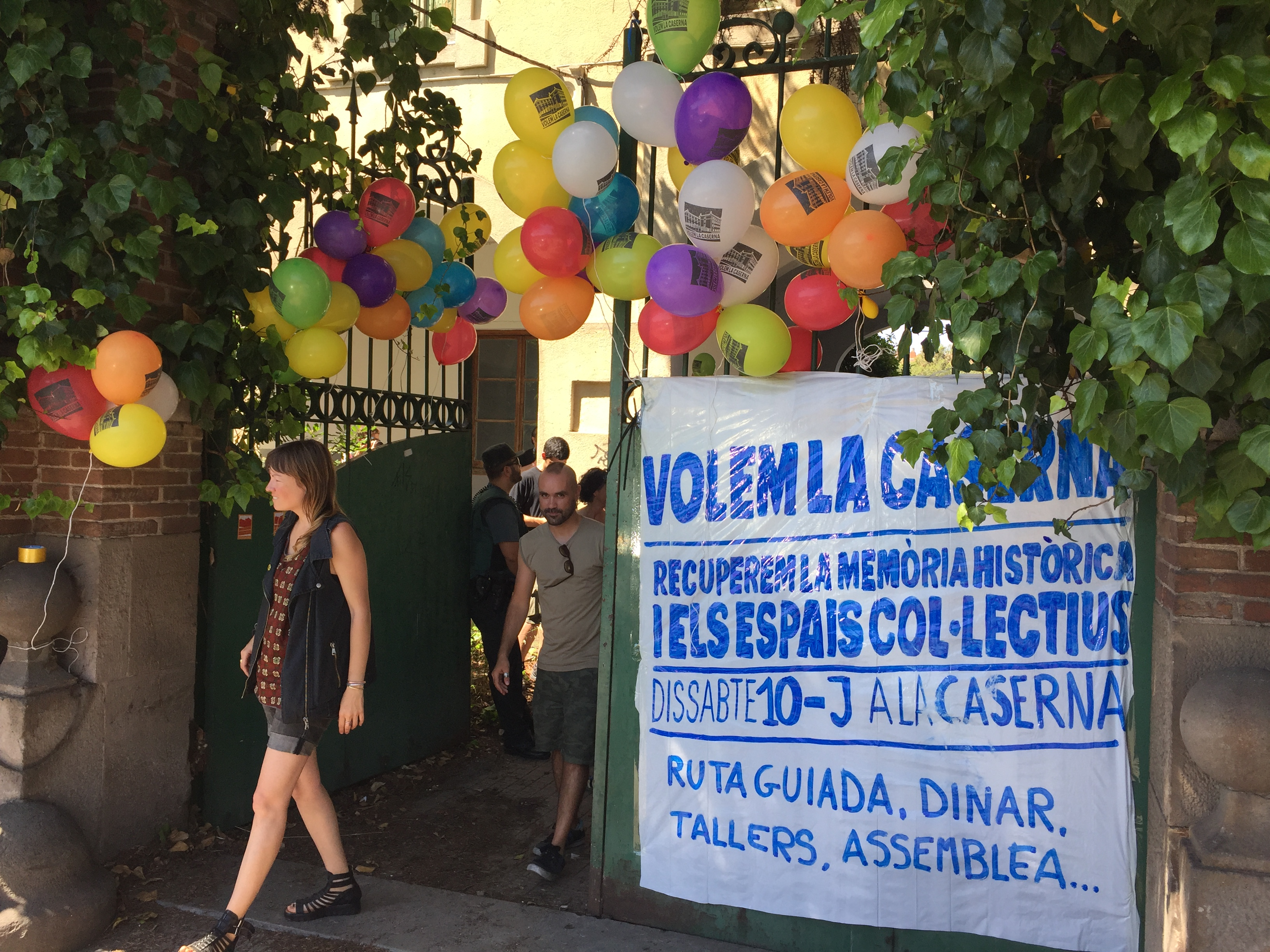

El 10 de juny de 2017 un grup de veïns de Sabadell van ocupar simbòlicament l'edifici, per tal de reclamar a les autoritats que converteixin la finca en equipament municipal. Des de llavors s'han creat diversos projectes d'autogestió, com un club de futbol mixt, un espai de circ o un espai de repartiments d'aliments de la PAH de Sabadell. També s'han realitzat alguns concerts i jornades de portes obertes.
El gener de 2018 la Comissió Jurídica Assessora de la Generalitat elaborà un dictamen en què considerà nuls els acords presos entre l'Ajuntament i l'Estat per la cessió de l'espai. Ara resta pendent que el govern municipal dugui el dictamen a ple per fer oficial la nul·litat dels acords i començar a dissenyar els usos per a la caserna.